# Familia Monckeberg
La familia Monckeberg (ortografía original: Mönckeberg) es una familia chilena de origen alemán, conformada por diversos políticos y profesionales del espectáculo, que además está relacionada con otras familias relevantes del país, tales como los Díaz Herrera o los Santa María. Al menos desde fines del siglo XIX, entre sus miembros ha habido políticos con cargos importantes, tales como alcaldes o parlamentarios.

## Árbol genealógico
| Juan Mönckeberg (c. 1610)          |                                    |                                    |                                    |                                    |                                    |  |  | | | | | | |  |  | | | | | | |  |  | | | | | | |  |  | | | | | | |  |  |                                          |                                          |                                          |                                          | | | | | | | | | | |  |  | | | | | | |
|                                    |                                    |                                    |                                    |                                    |                                    |  |  | | | | | | |  |  | | | | | | |  |  | | | | | | |  |  | | | | | | |  |  |                                          |                                          |                                          |                                          | | | | | | | | | | |  |  | | | | | | |
| Enrique Mönckeberg (1815)          |                                    |                                    |                                    |                                    |                                    |  |  | | | | | | |  |  | | | | | | |  |  | | | | | | |  |  | | | | | | |  |  |                                          |                                          |                                          |                                          | | | | | | | | | | |  |  | | | | | | |
|                                    |                                    |                                    |                                    |                                    |                                    |  |  | | | | | | |  |  | | | | | | |  |  | | | | | | |  |  | | | | | | |  |  |                                          |                                          |                                          |                                          | | | | | | | | | | |  |  | | | | | | |
| Gustavo Monckeberg Bravo (1884-?)  | Gustavo Monckeberg Bravo (1884-?)  | Gustavo Monckeberg Bravo (1884-?)  | Gustavo Monckeberg Bravo (1884-?)  | Gustavo Monckeberg Bravo (1884-?)  | Gustavo Monckeberg Bravo (1884-?)  |  |  | Beatriz Barros Calvo (1886-?)                                                                           | Beatriz Barros Calvo (1886-?)                                                                           | Beatriz Barros Calvo (1886-?)                                                                           | Beatriz Barros Calvo (1886-?)                                                                           | Beatriz Barros Calvo (1886-?)                                                                           | Beatriz Barros Calvo (1886-?)                                                                           |  |  | [[File:José_Balmaceda_Ballesteros.jpg\|240px\|alt={{{Alt\|{{{descripción}}}]] Manuel de Balmaceda Ballesteros (1803-1869) | [[File:José_Balmaceda_Ballesteros.jpg\|240px\|alt={{{Alt\|{{{descripción}}}]] Manuel de Balmaceda Ballesteros (1803-1869) | [[File:José_Balmaceda_Ballesteros.jpg\|240px\|alt={{{Alt\|{{{descripción}}}]] Manuel de Balmaceda Ballesteros (1803-1869) | [[File:José_Balmaceda_Ballesteros.jpg\|240px\|alt={{{Alt\|{{{descripción}}}]] Manuel de Balmaceda Ballesteros (1803-1869) | [[File:José_Balmaceda_Ballesteros.jpg\|240px\|alt={{{Alt\|{{{descripción}}}]] Manuel de Balmaceda Ballesteros (1803-1869) | [[File:José_Balmaceda_Ballesteros.jpg\|240px\|alt={{{Alt\|{{{descripción}}}]] Manuel de Balmaceda Ballesteros (1803-1869) |  |  | | | | | | |  |  | | | | | | |  |  |                                          |                                          |                                          |                                          | [[File:DomingoSantaMariaGonzalez.jpg\|240px\|alt={{{Alt\|{{{descripción}}}]] Domingo Santa María González (1824-1889) | [[File:DomingoSantaMariaGonzalez.jpg\|240px\|alt={{{Alt\|{{{descripción}}}]] Domingo Santa María González (1824-1889) | [[File:DomingoSantaMariaGonzalez.jpg\|240px\|alt={{{Alt\|{{{descripción}}}]] Domingo Santa María González (1824-1889) | [[File:DomingoSantaMariaGonzalez.jpg\|240px\|alt={{{Alt\|{{{descripción}}}]] Domingo Santa María González (1824-1889) | [[File:DomingoSantaMariaGonzalez.jpg\|240px\|alt={{{Alt\|{{{descripción}}}]] Domingo Santa María González (1824-1889) | [[File:DomingoSantaMariaGonzalez.jpg\|240px\|alt={{{Alt\|{{{descripción}}}]] Domingo Santa María González (1824-1889) | | | | |  |  | | | | | | |
| Gustavo Monckeberg Bravo (1884-?)  | Gustavo Monckeberg Bravo (1884-?)  | Gustavo Monckeberg Bravo (1884-?)  | Gustavo Monckeberg Bravo (1884-?)  | Gustavo Monckeberg Bravo (1884-?)  | Gustavo Monckeberg Bravo (1884-?)  |  |  | Beatriz Barros Calvo (1886-?)                                                                           | Beatriz Barros Calvo (1886-?)                                                                           | Beatriz Barros Calvo (1886-?)                                                                           | Beatriz Barros Calvo (1886-?)                                                                           | Beatriz Barros Calvo (1886-?)                                                                           | Beatriz Barros Calvo (1886-?)                                                                           |  |  | [[File:José_Balmaceda_Ballesteros.jpg\|240px\|alt={{{Alt\|{{{descripción}}}]] Manuel de Balmaceda Ballesteros (1803-1869) | [[File:José_Balmaceda_Ballesteros.jpg\|240px\|alt={{{Alt\|{{{descripción}}}]] Manuel de Balmaceda Ballesteros (1803-1869) | [[File:José_Balmaceda_Ballesteros.jpg\|240px\|alt={{{Alt\|{{{descripción}}}]] Manuel de Balmaceda Ballesteros (1803-1869) | [[File:José_Balmaceda_Ballesteros.jpg\|240px\|alt={{{Alt\|{{{descripción}}}]] Manuel de Balmaceda Ballesteros (1803-1869) | [[File:José_Balmaceda_Ballesteros.jpg\|240px\|alt={{{Alt\|{{{descripción}}}]] Manuel de Balmaceda Ballesteros (1803-1869) | [[File:José_Balmaceda_Ballesteros.jpg\|240px\|alt={{{Alt\|{{{descripción}}}]] Manuel de Balmaceda Ballesteros (1803-1869) |  |  | | | | | | |  |  | | | | | | |  |  |                                          |                                          |                                          |                                          | [[File:DomingoSantaMariaGonzalez.jpg\|240px\|alt={{{Alt\|{{{descripción}}}]] Domingo Santa María González (1824-1889) | [[File:DomingoSantaMariaGonzalez.jpg\|240px\|alt={{{Alt\|{{{descripción}}}]] Domingo Santa María González (1824-1889) | [[File:DomingoSantaMariaGonzalez.jpg\|240px\|alt={{{Alt\|{{{descripción}}}]] Domingo Santa María González (1824-1889) | [[File:DomingoSantaMariaGonzalez.jpg\|240px\|alt={{{Alt\|{{{descripción}}}]] Domingo Santa María González (1824-1889) | [[File:DomingoSantaMariaGonzalez.jpg\|240px\|alt={{{Alt\|{{{descripción}}}]] Domingo Santa María González (1824-1889) | [[File:DomingoSantaMariaGonzalez.jpg\|240px\|alt={{{Alt\|{{{descripción}}}]] Domingo Santa María González (1824-1889) | | | | |  |  | | | | | | |
|                                    |                                    |                                    |                                    |                                    |                                    |  |  | | | | | | |  |  | | | | | | |  |  | | | | | | |  |  | | | | | | |  |  |                                          |                                          |                                          |                                          | | | | | | | | | | |  |  | | | | | | |
|                                    |                                    |                                    |                                    |                                    |                                    |  |  | | | | | | |  |  | | | | | | |  |  | | | | | | |  |  | | | | | | |  |  |                                          |                                          |                                          |                                          | | | | | | | | | | |  |  | | | | | | |
| Alicia Monckeberg Barros (n. 1912) | Alicia Monckeberg Barros (n. 1912) | Alicia Monckeberg Barros (n. 1912) | Alicia Monckeberg Barros (n. 1912) | Alicia Monckeberg Barros (n. 1912) | Alicia Monckeberg Barros (n. 1912) |  |  | Gustavo Monckeberg Barros (1914-2008)                                                                   | Gustavo Monckeberg Barros (1914-2008)                                                                   | Gustavo Monckeberg Barros (1914-2008)                                                                   | Gustavo Monckeberg Barros (1914-2008)                                                                   | Gustavo Monckeberg Barros (1914-2008)                                                                   | Gustavo Monckeberg Barros (1914-2008)                                                                   |  |  | Victoria Balmaceda Undurraga                                                                                              | Victoria Balmaceda Undurraga                                                                                              | Victoria Balmaceda Undurraga                                                                                              | Victoria Balmaceda Undurraga                                                                                              | Victoria Balmaceda Undurraga                                                                                              | Victoria Balmaceda Undurraga                                                                                              |  |  | Hernán Monckeberg Barros (1917-2006)                                                                        | Hernán Monckeberg Barros (1917-2006)                                                                        | Hernán Monckeberg Barros (1917-2006)                                                                        | Hernán Monckeberg Barros (1917-2006)                                                                        | Hernán Monckeberg Barros (1917-2006)                                                                        | Hernán Monckeberg Barros (1917-2006)                                                                        |  |  | Olivia Pardo Aguirre (n. 1920) | Olivia Pardo Aguirre (n. 1920) | Olivia Pardo Aguirre (n. 1920) | Olivia Pardo Aguirre (n. 1920) | Olivia Pardo Aguirre (n. 1920) | Olivia Pardo Aguirre (n. 1920) |  |  | Fernando Monckeberg Barros (n. 1926)     | Fernando Monckeberg Barros (n. 1926)     | Fernando Monckeberg Barros (n. 1926)     | Fernando Monckeberg Barros (n. 1926)     | Fernando Monckeberg Barros (n. 1926)                                                                                  | Fernando Monckeberg Barros (n. 1926)                                                                                  | | | Jorge Monckeberg Barros (n. 1931)                                                                                     | Jorge Monckeberg Barros (n. 1931)                                                                                     | Jorge Monckeberg Barros (n. 1931)                                                                           | Jorge Monckeberg Barros (n. 1931)                                                                           | Jorge Monckeberg Barros (n. 1931)                                                                           | Jorge Monckeberg Barros (n. 1931)                                                                           |  |  | Paulina Bruner Varas                                                                                     | Paulina Bruner Varas                                                                                     | Paulina Bruner Varas                                                                                     | Paulina Bruner Varas                                                                                     | Paulina Bruner Varas                                                                                     | Paulina Bruner Varas                                                                                     |
| Alicia Monckeberg Barros (n. 1912) | Alicia Monckeberg Barros (n. 1912) | Alicia Monckeberg Barros (n. 1912) | Alicia Monckeberg Barros (n. 1912) | Alicia Monckeberg Barros (n. 1912) | Alicia Monckeberg Barros (n. 1912) |  |  | Gustavo Monckeberg Barros (1914-2008)                                                                   | Gustavo Monckeberg Barros (1914-2008)                                                                   | Gustavo Monckeberg Barros (1914-2008)                                                                   | Gustavo Monckeberg Barros (1914-2008)                                                                   | Gustavo Monckeberg Barros (1914-2008)                                                                   | Gustavo Monckeberg Barros (1914-2008)                                                                   |  |  | Victoria Balmaceda Undurraga                                                                                              | Victoria Balmaceda Undurraga                                                                                              | Victoria Balmaceda Undurraga                                                                                              | Victoria Balmaceda Undurraga                                                                                              | Victoria Balmaceda Undurraga                                                                                              | Victoria Balmaceda Undurraga                                                                                              |  |  | Hernán Monckeberg Barros (1917-2006)                                                                        | Hernán Monckeberg Barros (1917-2006)                                                                        | Hernán Monckeberg Barros (1917-2006)                                                                        | Hernán Monckeberg Barros (1917-2006)                                                                        | Hernán Monckeberg Barros (1917-2006)                                                                        | Hernán Monckeberg Barros (1917-2006)                                                                        |  |  | Olivia Pardo Aguirre (n. 1920) | Olivia Pardo Aguirre (n. 1920) | Olivia Pardo Aguirre (n. 1920) | Olivia Pardo Aguirre (n. 1920) | Olivia Pardo Aguirre (n. 1920) | Olivia Pardo Aguirre (n. 1920) |  |  | Fernando Monckeberg Barros (n. 1926)     | Fernando Monckeberg Barros (n. 1926)     | Fernando Monckeberg Barros (n. 1926)     | Fernando Monckeberg Barros (n. 1926)     | Fernando Monckeberg Barros (n. 1926)                                                                                  | Fernando Monckeberg Barros (n. 1926)                                                                                  | | | Jorge Monckeberg Barros (n. 1931)                                                                                     | Jorge Monckeberg Barros (n. 1931)                                                                                     | Jorge Monckeberg Barros (n. 1931)                                                                           | Jorge Monckeberg Barros (n. 1931)                                                                           | Jorge Monckeberg Barros (n. 1931)                                                                           | Jorge Monckeberg Barros (n. 1931)                                                                           |  |  | Paulina Bruner Varas                                                                                     | Paulina Bruner Varas                                                                                     | Paulina Bruner Varas                                                                                     | Paulina Bruner Varas                                                                                     | Paulina Bruner Varas                                                                                     | Paulina Bruner Varas                                                                                     |
|                                    |                                    |                                    |                                    |                                    |                                    |  |  | | | | | | |  |  | Familia Díaz | | | | | |  |  | | | | | | |  |  | | | | | | |  |  |                                          |                                          |                                          |                                          | | | | | | | | | | |  |  | | | | | | |
|                                    |                                    |                                    |                                    |                                    |                                    |  |  | | | | | | |  |  | | | | | | |  |  | | | | | | |  |  | | | | | | |  |  |                                          |                                          |                                          |                                          | | | | | | | | | | |  |  | | | | | | |
|                                    |                                    |                                    |                                    |                                    |                                    |  |  | Manuel José Monckeberg Balmaceda (1944-2008)                                                            | Manuel José Monckeberg Balmaceda (1944-2008)                                                            | Manuel José Monckeberg Balmaceda (1944-2008)                                                            | Manuel José Monckeberg Balmaceda (1944-2008)                                                            | Manuel José Monckeberg Balmaceda (1944-2008)                                                            | Manuel José Monckeberg Balmaceda (1944-2008)                                                            |  |  | Ma. Margarita Díaz Herrera (n. 1947)                                                                                      | Ma. Margarita Díaz Herrera (n. 1947)                                                                                      | Ma. Margarita Díaz Herrera (n. 1947)                                                                                      | Ma. Margarita Díaz Herrera (n. 1947)                                                                                      | Ma. Margarita Díaz Herrera (n. 1947)                                                                                      | Ma. Margarita Díaz Herrera (n. 1947)                                                                                      |  |  | [[File:Maria Olivia Monckeberg.jpg\|90px\|alt={{{Alt\|{{{descripción}}}]] María Olivia Mönckeberg (n. 1944) | [[File:Maria Olivia Monckeberg.jpg\|90px\|alt={{{Alt\|{{{descripción}}}]] María Olivia Mönckeberg (n. 1944) | [[File:Maria Olivia Monckeberg.jpg\|90px\|alt={{{Alt\|{{{descripción}}}]] María Olivia Mönckeberg (n. 1944) | [[File:Maria Olivia Monckeberg.jpg\|90px\|alt={{{Alt\|{{{descripción}}}]] María Olivia Mönckeberg (n. 1944) | [[File:Maria Olivia Monckeberg.jpg\|90px\|alt={{{Alt\|{{{descripción}}}]] María Olivia Mönckeberg (n. 1944) | [[File:Maria Olivia Monckeberg.jpg\|90px\|alt={{{Alt\|{{{descripción}}}]] María Olivia Mönckeberg (n. 1944) |  |  | Gloria Monckeberg Pardo (n. 1950) | Gloria Monckeberg Pardo (n. 1950) | Gloria Monckeberg Pardo (n. 1950) | Gloria Monckeberg Pardo (n. 1950) | Gloria Monckeberg Pardo (n. 1950) | Gloria Monckeberg Pardo (n. 1950) |  |  | Juan Pedro Santa María Pérez (n. 1947)   | Juan Pedro Santa María Pérez (n. 1947)   | Juan Pedro Santa María Pérez (n. 1947)   | Juan Pedro Santa María Pérez (n. 1947)   | Juan Pedro Santa María Pérez (n. 1947)                                                                                | Juan Pedro Santa María Pérez (n. 1947)                                                                                | | | [[File:CRISTIAN MONCKEBERG.jpg\|100px\|alt={{{Alt\|{{{descripción}}}]] Cristián Monckeberg Bruner (n. 1968)           | [[File:CRISTIAN MONCKEBERG.jpg\|100px\|alt={{{Alt\|{{{descripción}}}]] Cristián Monckeberg Bruner (n. 1968)           | [[File:CRISTIAN MONCKEBERG.jpg\|100px\|alt={{{Alt\|{{{descripción}}}]] Cristián Monckeberg Bruner (n. 1968) | [[File:CRISTIAN MONCKEBERG.jpg\|100px\|alt={{{Alt\|{{{descripción}}}]] Cristián Monckeberg Bruner (n. 1968) | [[File:CRISTIAN MONCKEBERG.jpg\|100px\|alt={{{Alt\|{{{descripción}}}]] Cristián Monckeberg Bruner (n. 1968) | [[File:CRISTIAN MONCKEBERG.jpg\|100px\|alt={{{Alt\|{{{descripción}}}]] Cristián Monckeberg Bruner (n. 1968) |  |  | [[File:Paulina Núñez Urrutia.jpg\|120px\|alt={{{Alt\|{{{descripción}}}]] Paulina Núñez Urrutia (n. 1982) | [[File:Paulina Núñez Urrutia.jpg\|120px\|alt={{{Alt\|{{{descripción}}}]] Paulina Núñez Urrutia (n. 1982) | [[File:Paulina Núñez Urrutia.jpg\|120px\|alt={{{Alt\|{{{descripción}}}]] Paulina Núñez Urrutia (n. 1982) | [[File:Paulina Núñez Urrutia.jpg\|120px\|alt={{{Alt\|{{{descripción}}}]] Paulina Núñez Urrutia (n. 1982) | [[File:Paulina Núñez Urrutia.jpg\|120px\|alt={{{Alt\|{{{descripción}}}]] Paulina Núñez Urrutia (n. 1982) | [[File:Paulina Núñez Urrutia.jpg\|120px\|alt={{{Alt\|{{{descripción}}}]] Paulina Núñez Urrutia (n. 1982) |
|                                    |                                    |                                    |                                    |                                    |                                    |  |  | Manuel José Monckeberg Balmaceda (1944-2008)                                                            | Manuel José Monckeberg Balmaceda (1944-2008)                                                            | Manuel José Monckeberg Balmaceda (1944-2008)                                                            | Manuel José Monckeberg Balmaceda (1944-2008)                                                            | Manuel José Monckeberg Balmaceda (1944-2008)                                                            | Manuel José Monckeberg Balmaceda (1944-2008)                                                            |  |  | Ma. Margarita Díaz Herrera (n. 1947)                                                                                      | Ma. Margarita Díaz Herrera (n. 1947)                                                                                      | Ma. Margarita Díaz Herrera (n. 1947)                                                                                      | Ma. Margarita Díaz Herrera (n. 1947)                                                                                      | Ma. Margarita Díaz Herrera (n. 1947)                                                                                      | Ma. Margarita Díaz Herrera (n. 1947)                                                                                      |  |  | [[File:Maria Olivia Monckeberg.jpg\|90px\|alt={{{Alt\|{{{descripción}}}]] María Olivia Mönckeberg (n. 1944) | [[File:Maria Olivia Monckeberg.jpg\|90px\|alt={{{Alt\|{{{descripción}}}]] María Olivia Mönckeberg (n. 1944) | [[File:Maria Olivia Monckeberg.jpg\|90px\|alt={{{Alt\|{{{descripción}}}]] María Olivia Mönckeberg (n. 1944) | [[File:Maria Olivia Monckeberg.jpg\|90px\|alt={{{Alt\|{{{descripción}}}]] María Olivia Mönckeberg (n. 1944) | [[File:Maria Olivia Monckeberg.jpg\|90px\|alt={{{Alt\|{{{descripción}}}]] María Olivia Mönckeberg (n. 1944) | [[File:Maria Olivia Monckeberg.jpg\|90px\|alt={{{Alt\|{{{descripción}}}]] María Olivia Mönckeberg (n. 1944) |  |  | Gloria Monckeberg Pardo (n. 1950) | Gloria Monckeberg Pardo (n. 1950) | Gloria Monckeberg Pardo (n. 1950) | Gloria Monckeberg Pardo (n. 1950) | Gloria Monckeberg Pardo (n. 1950) | Gloria Monckeberg Pardo (n. 1950) |  |  | Juan Pedro Santa María Pérez (n. 1947)   | Juan Pedro Santa María Pérez (n. 1947)   | Juan Pedro Santa María Pérez (n. 1947)   | Juan Pedro Santa María Pérez (n. 1947)   | Juan Pedro Santa María Pérez (n. 1947)                                                                                | Juan Pedro Santa María Pérez (n. 1947)                                                                                | | | [[File:CRISTIAN MONCKEBERG.jpg\|100px\|alt={{{Alt\|{{{descripción}}}]] Cristián Monckeberg Bruner (n. 1968)           | [[File:CRISTIAN MONCKEBERG.jpg\|100px\|alt={{{Alt\|{{{descripción}}}]] Cristián Monckeberg Bruner (n. 1968)           | [[File:CRISTIAN MONCKEBERG.jpg\|100px\|alt={{{Alt\|{{{descripción}}}]] Cristián Monckeberg Bruner (n. 1968) | [[File:CRISTIAN MONCKEBERG.jpg\|100px\|alt={{{Alt\|{{{descripción}}}]] Cristián Monckeberg Bruner (n. 1968) | [[File:CRISTIAN MONCKEBERG.jpg\|100px\|alt={{{Alt\|{{{descripción}}}]] Cristián Monckeberg Bruner (n. 1968) | [[File:CRISTIAN MONCKEBERG.jpg\|100px\|alt={{{Alt\|{{{descripción}}}]] Cristián Monckeberg Bruner (n. 1968) |  |  | [[File:Paulina Núñez Urrutia.jpg\|120px\|alt={{{Alt\|{{{descripción}}}]] Paulina Núñez Urrutia (n. 1982) | [[File:Paulina Núñez Urrutia.jpg\|120px\|alt={{{Alt\|{{{descripción}}}]] Paulina Núñez Urrutia (n. 1982) | [[File:Paulina Núñez Urrutia.jpg\|120px\|alt={{{Alt\|{{{descripción}}}]] Paulina Núñez Urrutia (n. 1982) | [[File:Paulina Núñez Urrutia.jpg\|120px\|alt={{{Alt\|{{{descripción}}}]] Paulina Núñez Urrutia (n. 1982) | [[File:Paulina Núñez Urrutia.jpg\|120px\|alt={{{Alt\|{{{descripción}}}]] Paulina Núñez Urrutia (n. 1982) | [[File:Paulina Núñez Urrutia.jpg\|120px\|alt={{{Alt\|{{{descripción}}}]] Paulina Núñez Urrutia (n. 1982) |
|                                    |                                    |                                    |                                    |                                    |                                    |  |  | | | | | | |  |  | | | | | | |  |  | | | | | | |  |  | | | | | | |  |  |                                          |                                          |                                          |                                          | | | | | | | | | | |  |  | | | | | | |
|                                    |                                    |                                    |                                    |                                    |                                    |  |  | | | | | | |  |  | | | | | | |  |  | | | | | | |  |  | | | | | | |  |  |                                          |                                          |                                          |                                          | | | | | | | | | | |  |  | | | | | | |
|                                    |                                    |                                    |                                    |                                    |                                    |  |  | [[File:NICOLAS MONCKEBERG.jpg\|100px\|alt={{{Alt\|{{{descripción}}}]] Nicolás Monckeberg Díaz (n. 1973) | [[File:NICOLAS MONCKEBERG.jpg\|100px\|alt={{{Alt\|{{{descripción}}}]] Nicolás Monckeberg Díaz (n. 1973) | [[File:NICOLAS MONCKEBERG.jpg\|100px\|alt={{{Alt\|{{{descripción}}}]] Nicolás Monckeberg Díaz (n. 1973) | [[File:NICOLAS MONCKEBERG.jpg\|100px\|alt={{{Alt\|{{{descripción}}}]] Nicolás Monckeberg Díaz (n. 1973) | [[File:NICOLAS MONCKEBERG.jpg\|100px\|alt={{{Alt\|{{{descripción}}}]] Nicolás Monckeberg Díaz (n. 1973) | [[File:NICOLAS MONCKEBERG.jpg\|100px\|alt={{{Alt\|{{{descripción}}}]] Nicolás Monckeberg Díaz (n. 1973) |  |  | Isabel Margarita Cruz (n. 1976)                                                                                           | Isabel Margarita Cruz (n. 1976)                                                                                           | Isabel Margarita Cruz (n. 1976)                                                                                           | Isabel Margarita Cruz (n. 1976)                                                                                           | Isabel Margarita Cruz (n. 1976)                                                                                           | Isabel Margarita Cruz (n. 1976)                                                                                           |  |  | | | | | | |  |  | [[File:Constanza Santa María (39858121665) (cropped).jpg\|120px\|alt={{{Alt\|{{{descripción}}}]] Constanza Santa María Monckeberg (n. 1973) | [[File:Constanza Santa María (39858121665) (cropped).jpg\|120px\|alt={{{Alt\|{{{descripción}}}]] Constanza Santa María Monckeberg (n. 1973) | [[File:Constanza Santa María (39858121665) (cropped).jpg\|120px\|alt={{{Alt\|{{{descripción}}}]] Constanza Santa María Monckeberg (n. 1973) | [[File:Constanza Santa María (39858121665) (cropped).jpg\|120px\|alt={{{Alt\|{{{descripción}}}]] Constanza Santa María Monckeberg (n. 1973) | [[File:Constanza Santa María (39858121665) (cropped).jpg\|120px\|alt={{{Alt\|{{{descripción}}}]] Constanza Santa María Monckeberg (n. 1973) | [[File:Constanza Santa María (39858121665) (cropped).jpg\|120px\|alt={{{Alt\|{{{descripción}}}]] Constanza Santa María Monckeberg (n. 1973) |  |  | Antonia Santa María Monckeberg (n. 1982) | Antonia Santa María Monckeberg (n. 1982) | Antonia Santa María Monckeberg (n. 1982) | Antonia Santa María Monckeberg (n. 1982) | Antonia Santa María Monckeberg (n. 1982)                                                                              | Antonia Santa María Monckeberg (n. 1982)                                                                              | | | | | | | | |  |  | | | | | | |
|                                    |                                    |                                    |                                    |                                    |                                    |  |  | [[File:NICOLAS MONCKEBERG.jpg\|100px\|alt={{{Alt\|{{{descripción}}}]] Nicolás Monckeberg Díaz (n. 1973) | [[File:NICOLAS MONCKEBERG.jpg\|100px\|alt={{{Alt\|{{{descripción}}}]] Nicolás Monckeberg Díaz (n. 1973) | [[File:NICOLAS MONCKEBERG.jpg\|100px\|alt={{{Alt\|{{{descripción}}}]] Nicolás Monckeberg Díaz (n. 1973) | [[File:NICOLAS MONCKEBERG.jpg\|100px\|alt={{{Alt\|{{{descripción}}}]] Nicolás Monckeberg Díaz (n. 1973) | [[File:NICOLAS MONCKEBERG.jpg\|100px\|alt={{{Alt\|{{{descripción}}}]] Nicolás Monckeberg Díaz (n. 1973) | [[File:NICOLAS MONCKEBERG.jpg\|100px\|alt={{{Alt\|{{{descripción}}}]] Nicolás Monckeberg Díaz (n. 1973) |  |  | Isabel Margarita Cruz (n. 1976)                                                                                           | Isabel Margarita Cruz (n. 1976)                                                                                           | Isabel Margarita Cruz (n. 1976)                                                                                           | Isabel Margarita Cruz (n. 1976)                                                                                           | Isabel Margarita Cruz (n. 1976)                                                                                           | Isabel Margarita Cruz (n. 1976)                                                                                           |  |  | | | | | | |  |  | [[File:Constanza Santa María (39858121665) (cropped).jpg\|120px\|alt={{{Alt\|{{{descripción}}}]] Constanza Santa María Monckeberg (n. 1973) | [[File:Constanza Santa María (39858121665) (cropped).jpg\|120px\|alt={{{Alt\|{{{descripción}}}]] Constanza Santa María Monckeberg (n. 1973) | [[File:Constanza Santa María (39858121665) (cropped).jpg\|120px\|alt={{{Alt\|{{{descripción}}}]] Constanza Santa María Monckeberg (n. 1973) | [[File:Constanza Santa María (39858121665) (cropped).jpg\|120px\|alt={{{Alt\|{{{descripción}}}]] Constanza Santa María Monckeberg (n. 1973) | [[File:Constanza Santa María (39858121665) (cropped).jpg\|120px\|alt={{{Alt\|{{{descripción}}}]] Constanza Santa María Monckeberg (n. 1973) | [[File:Constanza Santa María (39858121665) (cropped).jpg\|120px\|alt={{{Alt\|{{{descripción}}}]] Constanza Santa María Monckeberg (n. 1973) |  |  | Antonia Santa María Monckeberg (n. 1982) | Antonia Santa María Monckeberg (n. 1982) | Antonia Santa María Monckeberg (n. 1982) | Antonia Santa María Monckeberg (n. 1982) | Antonia Santa María Monckeberg (n. 1982)                                                                              | Antonia Santa María Monckeberg (n. 1982)                                                                              | | | | | | | | |  |  | | | | | | |